# La Lumière qui s'éteint (film, 1923)
Pour plus de détails, voir Fiche technique et Distribution.
La Lumière qui s'éteint (The Light That Failed) est un film américain réalisé par George Melford et sorti en 1923, adapté d'un roman de Rudyard Kipling.

## Synopsis
Un artiste peintre revient à Londres où il va vivre une histoire d'amour compliqué avec son ancien modèle...

## Fiche technique
- Réalisation : George Melford

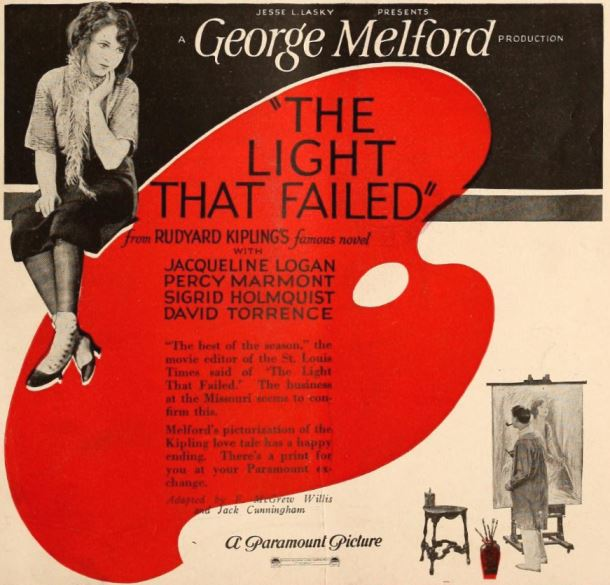
Annonce du film dans Exhibitors Trade Review

- Scénario : Jack Cunningham, F. McGrew Willis d'après The Light That Failed de Rudyard Kipling[1]
- Producteur : Jesse L. Lasky
- Photographie : Charles G. Clarke
- Production : Famous Players-Lasky Corporation
- Distributeur : Paramount Pictures
- Durée : 70 minutes
- Date de sortie : 25 octobre 1923

## Distribution

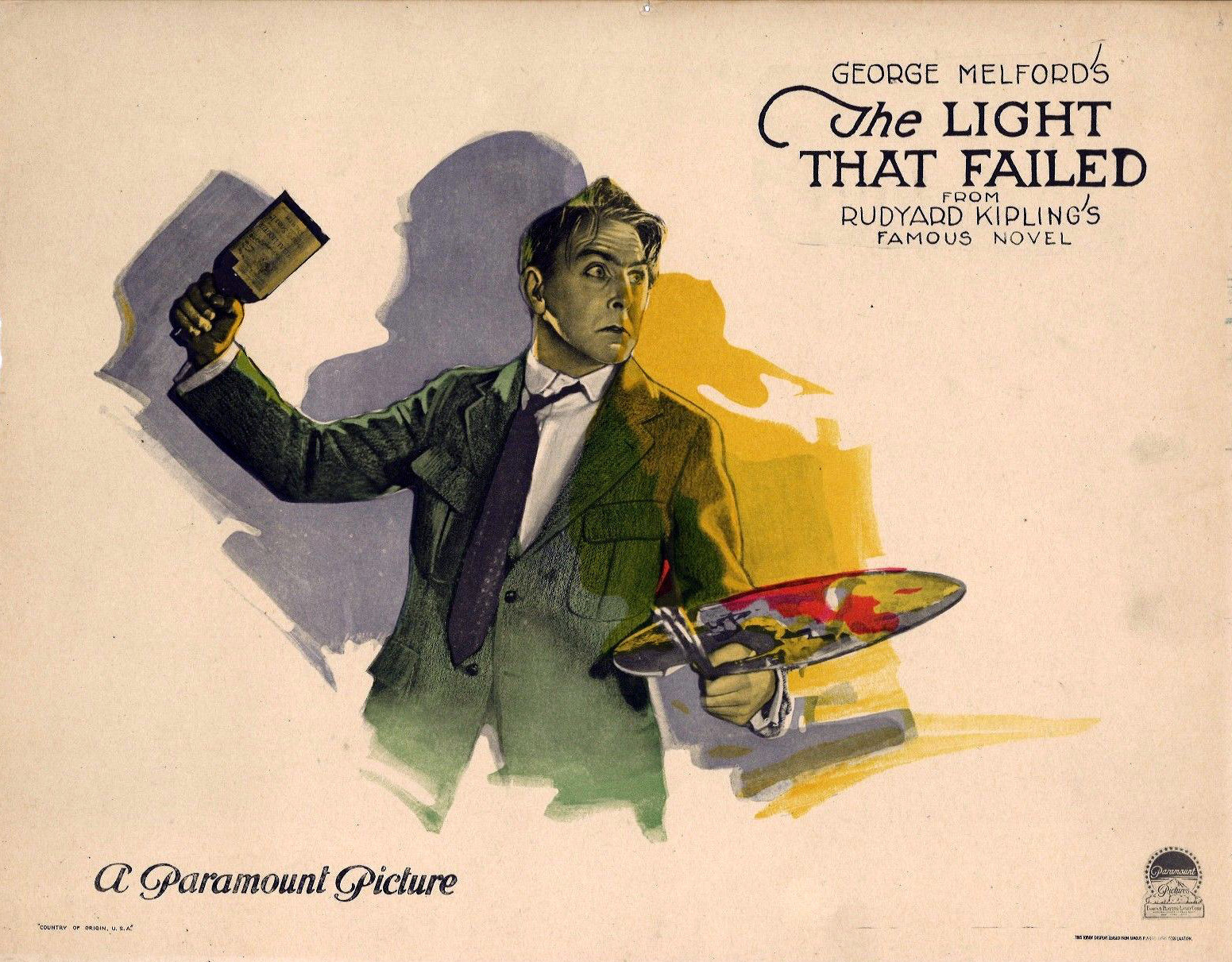
Autre carte promotionnelle du film

- Jacqueline Logan : Bessie Broke
- Percy Marmont : Dick Heldar
- David Torrence : Topenhow
- Sigrid Holmquist : Maisie Wells
- Mabel Van Buren : Madame Binat
- Luke Cosgrave : Binat
- Peggy Schaffer : Donna Lane
- Winston Miller : Young Dick
- Mary Jane Irving : Young Maisie